# Drugdealer
Drugdealer var en svensk tv-serie som sänts på Sveriges Television år 2021 till 2022. Seriens manus författades av Jonatan Unge och Isabella Rodriguez.